# Janam Sakhi
Un Janam Sakhi (in lingua punjabi ਜਨਮਸਾਖੀ , janamsākhī) è un racconto della vita del primo guru del sikhismo, Guru Nanak. Ve ne sono diversi e il loro numero è si ancora ampliato nel corso dei secoli, aggiungendo alla base, che sembra vera, aneddoti e varie interpretazioni. Alcuni janamsakhi prendono le parti di una particolare discepolo o di un membro della famiglia dei guru, e infatti attirano l'attenzione più su alcuni punti di vista dottrinali che su altri punti importanti di questa religione. Per esempio Miharban janam Sakhi vuole sostenere le idee del figlio maggiore di Guru Ram Das contro il suo fratello minore, Arjan, che diventerà il quinto guru del sikhismo.
La tradizione orale li ha spacciati come punjabi anche se vennero scritti in alfabeto gurmukhi. Questi discorsi dei guru rispondevano alle domande potevano anche essere incorporate in alcuni Janam Sakhi.
L'espressione Janam Sakhi è talvolta usata anche per i guru successivi a Guru Nanak.
Due di queste famose biografie sono quelle di Bhai Bala e Mardana. Per i sikh, attualmente, i Janam Shaki espongono la vita di Guru Nanak attraverso dei recitatori alle riunioni; le kirtan sono le cerimonie in cui sono cantati; il kathas il luogo in cui vengono messi in scena. Essi mostrano anche i passaggi della sua vita e invitano a vedere come i fatti della sua vita sono legati ai suoi scritti o bani. Questi Janam Sakhi sono commenti che fanno ulteriore luce sui discorsi del guru.